# Paul Kaetzke
Paul Kaetzke (* 2. September 1901 in Buenos Aires; † 7. April 1968 in Schmitten) war ein deutscher evangelischer Geistlicher.

## Leben
Nach der Ordination trat er 1928 in Zschernitz seine erste Pfarrstelle an. 1931 kam er nach Haarlem und 1936 in die Deutsche Evangelische Gemeinde in Den Haag, in der er bis zu seinem Ruhestand 1966 wirkte. 
In der Zeit des Nationalsozialismus nahm Pastor Kaetzke eine kritische Haltung gegenüber Hitler ein und sympathisierte mit den Ideen der Bekennenden Kirche. Während der Besetzung der Niederlande versteckte er zusammen mit Mitgliedern des Kirchenvorstandes in Den Haag mehrere Juden und andere Flüchtlinge.
1953 wurde er vom Bundespräsidenten Theodor Heuss mit dem Bundesverdienstkreuz Erster Klasse ausgezeichnet. 1966 folgte das Große Verdienstkreuz der Bundesrepublik Deutschland. Im Jahre 1957 wurde er zum Offizier des Ordens von Oranien-Nassau ernannt. Sein Nachlass, vor allem aus Briefwechseln während der NS-Zeit befindet sich im Haags Gemeentearchief.